# 因萊特 (紐約州)
因萊特（英語：Inlet）是一個位於美國紐約州漢密爾頓縣的鎮。

## 人口
根據2020年美國人口普查的數據，因萊特的面積為171.90平方千米，當中陸地面積為161.09平方千米，而水域面積為10.81平方千米。當地共有人口355人，而人口密度為每平方千米2人。